# جورج ميرز
جورج ميرز (بالألمانية: Georg Merz)‏ (و. 1793 – 1867 م) هو عالم فلك من ألمانيا.
توفي في ميونخ، عن عمر يناهز 74 عاماً.